# 奎托夸納瓦萊
15°10′S 19°10′E / 15.167°S 19.167°E
奎托夸納瓦萊，是安哥拉的城鎮，位於該國東南部，由庫安多古班哥省負責管轄，東鄰馬溫加，面積35,610平方公里，2013年人口94,813，人口密度每平方公里2人。